# Ludwig Senfl

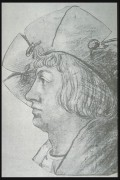
Ludwig Senfl

Ludwig Senfl (Bazel, ca. 1486 -  München, tussen 2 december 1542 en 10 augustus 1543) was een in Zwitserland geboren componist, die vrijwel zijn hele leven in de Duitse landen werkte. Hij was leerling van Heinrich Isaac en later hofcomponist van keizer Maximiliaan I. 
Senfl volgde Isaac na diens dood op als hofcomponist en bleef dit tot aan de dood van Maximiliaan I in 1519, toen de hofkapel door de nieuwe keizer Karel V werd opgeheven. Hierna reisde hij af naar Passau waarna hij in 1523 werk vond in de hofkapel van München. Hij bleef er tot aan zijn dood. 
Senfl componeerde hoofdzakelijk meerstemmige liederen, vaak van een profaan karakter, en vele instrumentale werken. Zijn stijl is beginnend
renaissancistisch, en sommige van zijn werken zijn volksliedjes geworden. Bekende liederen zijn Ich stund an einem Morgen en Das Gläut' zu Speyer, waarin hij de stemmen kerkklokken laat nabootsen. Algemeen is zijn werk in de Oude-Muziekwereld relatief populair.
- Bibsys: 2096056
- Biblioteca Nacional de España: XX1118432
- Bibliothèque nationale de France: cb138996599 (data)
- Gemeinsame Normdatei: 118764551
- Historisch woordenboek van Zwitserland: 020746
- International Standard Name Identifier: 0000 0000 8099 1748
- Library of Congress Control Number: n81020085
- Nationale Bibliotheek van Letland: 000066008
- MusicBrainz: eb04ac66-3259-425a-a6c5-cf404258500f
- Nationale Bibliotheek van Tsjechië: xx0025380
- Nationale bibliotheek van Australië: 35614952
- Nationale Bibliotheek van Israël: 987007272307205171
- Nationale Bibliotheek van Polen: a0000001710092
- Nationale en Universitaire bibliotheek Zagreb: 000065485
- Nederlandse Thesaurus van Auteursnamen: 088928489
- Réseau des bibliothèques de Suisse occidentale: 02-A000147921
- SNAC: w65h7vph
- Système universitaire de documentation: 11178607X
- Trove: 1015511
- Virtual International Authority File: 19866990
- WorldCat: E39PBJqFTgKcJwQdfKhrB9RHYP